# Лисициан, Карина Павловна
Карина Павловна Лисициан (род. 28 октября 1938, Ереван, Армянская ССР, Советский Союз) — советская и российская певица, музыкальный педагог. Народная артистка Армянской ССР (1987), Заслуженная артистка Российской Федерации (1997), профессор.

## Биография
Родилась в армянской семье Павла Герасимовича и Дагмары Александровны (сестры известной советской певицы Зары Долухановой) Лисицианов. Окончила Центральную музыкальную школу при Московской государственной консерватории по классу фортепиано, потом Музыкально-педагогический институт имени Гнесиных по классу камерного пения. С 1965 года была солисткой ансамбля старинной музыки «Мадригал», затем на протяжении многих лет исполнительницей камерного репертуара в дуэте со своей сестрой Рузанной Лисициан. Их вокальный дуэт получил широкое признание в СССР, выступал с гастролями во многих странах мира. Его отличало постоянное пополнение репертуара, который к началу 1990-х годов насчитывал свыше пятисот произведений различных эпох, жанров и стилей.
С 1990 года Карина Лисициан преподаёт в Российской Академии Театрального Искусства (ГИТИс), где вела сначала класс вокального ансамбля, а потом класс академического пения. Вместе с Рузанной и Рубеном Лисицианами создала благотворительный фонд имени П. Лисициана, в рамках деятельности которого организует многочисленные концерты, мастер-классы, творческие семинары.
Карина Лисициан — вдова известного российского государственного и общественного деятеля Александра Владиславлева (1936-2017).

## Награды
- Народная артистка Армянской ССР (1987)
- Заслуженная артистка Российской Федерации (25 августа 1997 года) — за заслуги в области искусства[1]
- Благодарность Президента Российской Федерации (27 февраля 2019 года) — за заслуги в развитии культуры и искусства, многолетнюю плодотворную деятельность[2]